# Momijigari
Momijigari (紅葉狩) é uma curta-metragem japonesa realizada por Tsunekichi Shibata, com base na peça teatral homónima, e protagonizada pelos atores de cabúqui, Onoe Kikugorō V e Ichikawa Danjūrō IX. É considerado o filme mais antigo do Japão, e foi designado como Bem Cultural Importante.

## Enredo
O filme mostra o comandante Taira no Koremori a derrotar um demónio que disfarçou-se da princesa Sarashina.

## Produção
Momijigari foi gravado com dois atores famosos. Shibata, que trabalhou na loja fotográfica Konishi, rodou utilizando uma câmara da companhia francesa Gaumont. A curta-metragem foi gravada em novembro de 1899, num espaço aberto do teatro Kabuki-za, em Tóquio, onde Shibata utilizou três bobinas.
Embora o filme estivesse gravado, inicialmente não foi exibido ao público. Danjūrō só assistiu um ano após a rodagem. Foi feito um acordo de que a curta-metragem não seria exibida publicamente até a morte de Danjūrō, mas quando ele adoeceu e não conseguiu aparecer numa apresentação no teatro Naka no Shibai, em Ósaca, o filme foi exibido no local. A exibição ocorreu entre 7 de julho a 1 de agosto de 1903, um longo período estimulado em parte pelo facto de Kikugorō ter morrido recentemente. Danjūrō morreu em setembro de 1903, e o filme foi exibido posteriormente no teatro Kabuki-za, durante uma semana a 9 de fevereiro de 1904.

## Legado
Momijigari é considerado um dos filmes mais antigos do Japão, cuja cópia permaneceu registada. O ator de cabúqui Onoe Baiko VI escreveu no seu livro Ume No Shita Kaze que o filme de teste Ninjin Dojo-ji, com ele e Ichimura Kakitsu VI (posteriormente Ichimura Uzaemon XV) como protagonistas, foi rodado meses antes, mas o registo se perdeu antes de 1912. A obra é considerada um dos exemplos pioneiros do cinema cabúqui que tornou-se proeminente nas primeiras décadas da indústria cinematográfica japonesa, em que os filmes eram muitas vezes rodados como registos ou então eram apenas tentativas de mostrar o teatro cabúqui. Segundo o historiador de cinema Hiroshi Komatsu, o filme é também um exemplo de como a distinção entre o cinema de ficção e não ficção ainda não era um problema na época, já que o filme era tanto um documentário de uma interpretação de palco, quanto uma apresentação de uma história ficcional.
Em 2009, Momijigari tornou-se o primeiro filme a ser designado como Bem Cultural Importante, pela lei japonesa de Proteção de Bens Culturais. O filme foi classificado, graças a uma cópia negativa em celuloide de 35 mm que possuía 107,3 m de comprimento, projetada a dezasseis quadros por segundo e que teria uma duração de três minutos e cinquenta segundos. No entanto, o historiador de cinema Aaron Gerow, especulou que o filme recebeu essa designação por ser um exemplo notável da arte cinematográfica japonesa, do que por ser um documentário histórico. O filme está preservado no Centro Nacional de Cinema do Museu Nacional de Arte Moderna de Tóquio.